# Mandjelia brassi
Mandjelia brassi là một loài nhện trong họ Barychelidae. Loài này phân bố ờ Queensland.